# Aphanotorulus ammophilus
Aphanotorulus ammophilus är en fiskart som beskrevs av Jonathan W. Armbruster och Page, 1996. Aphanotorulus ammophilus ingår i släktet Aphanotorulus och familjen Loricariidae. Inga underarter finns listade i Catalogue of Life.